# DooDah!
"DooDah!" é uma canção do grupo dinamarquês de bubblegum dance e rockabilly Cartoons. Foi lançado em 1998 pelos estúdios da Flex Records e EMI como single de estreia do grupo e de seu álbum de estréia, Toonage. A canção se tornou um grande sucesso, chegando a ficar no top 20 em muitos países europeus. É uma música originalmente inspirada por "Camptown Races". 

## Lista de Faixas
CD single
1. "DooDah!" (Radio n' Roll mix) - 3:12
2. "DooDah!" (extended technobilly mit Spass mix) - 4:30
3. "DooDah!" (Grease und Gemüse remix) - 6:13
4. "DooDah!" (Sunzet dialogue remix) - 5:00

## Desempenho nas tabelas musicais

### Tabela musical
| Tabela musical (1998/99)                | Posição de pico |
| --------------------------------------- | --------------- |
| Austrália - (ARIA)                      | 31              |
| Bélgica - (Ultratop 50 Flanders)        | 50              |
| Canadá - (RPM)                          | 16              |
| Dinamarca - (Tracklisten)               | 3               |
| União Europeia - (Eurochart Hot 100)    | 15              |
| Irlanda - (IRMA)                        | 21              |
| Países Baixos - (Single Top 100)        | 56              |
| Nova Zelândia - (Recorded Music NZ)     | 31              |
| Itália - (Musica e dischi)              | 9               |
| Espanha - (PROMUSICAE)                  | 19              |
| Escócia - (Official Charts Company)     | 6               |
| Reino Unido - (Official Charts Company) | 7               |
| Suécia - (Sverigetopplistan)            | 10              |

## Ligações Externas
- "DooDah!" No YouTube
- "DooDah!" No Allmusic
- "DooDah!" No Discogs